# 范德比尔特大学法学院

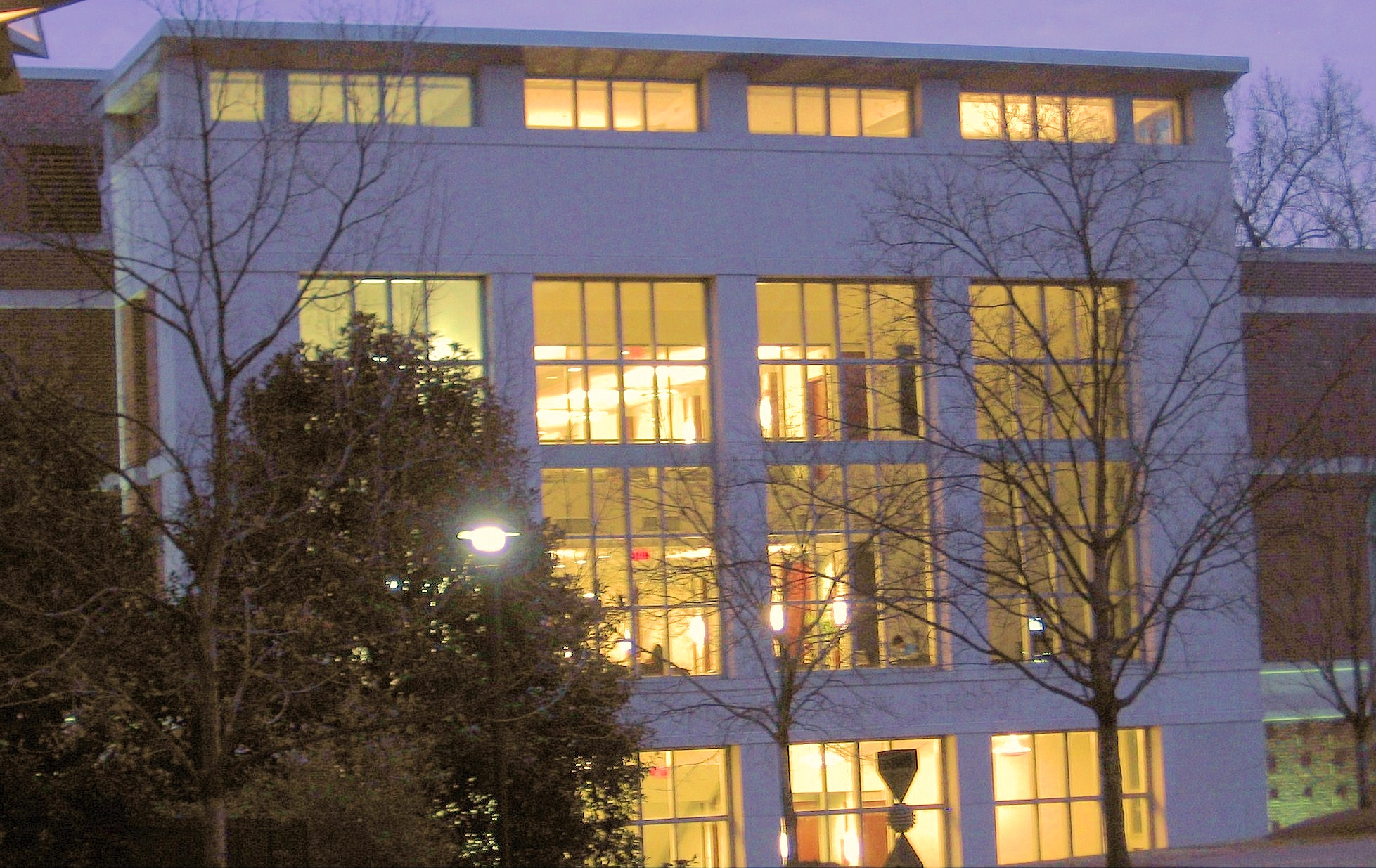
法学院大楼

范德比尔特大学法学院（Vanderbilt University Law School）
是一所自1874年起在美国田纳西州纳什维尔创设的法学院，附属于范德比尔特大学。该学院在《美国新闻与世界报道》的法学院排名里被评为第16名。
该学院人很少，一年只有不到200个法律博士学生，40个法学硕士学生。